# ناو هواپیمابر کلاس اینوینسیبل
ناو هواپیمابر کلاس اینوینسیبل (به انگلیسی: Invincible-class aircraft carrier) یک کلاس از ناوهای هواپیمابر سبک نیروی دریایی ایالات متحده آمریکا بود که مأموریت اصلی آن مقابله با تهدیدات زیردریایی‌های اتحاد جماهیر شوروی سوسیالیستی بود.